# موزه پادوک
موزه پادوک (کره ای: 보덕암) یک موزه کوهستانی در نائگانگ-ری، کومگانگ-گان، کره شمالی است. این بنا که اولین بار در دوره گوگوریو ساخته شد، در سال ۱۶۷۵ بازسازی شد. این ساختمان یک اتاقه توسط یک تیرک مسی نگه داشته می‌شود. این سازه در میان صخره‌ای به ارتفاع ۲۰ متر قرار دارد و در مقابل غار پودوک به صخره تکیه داده شده است.

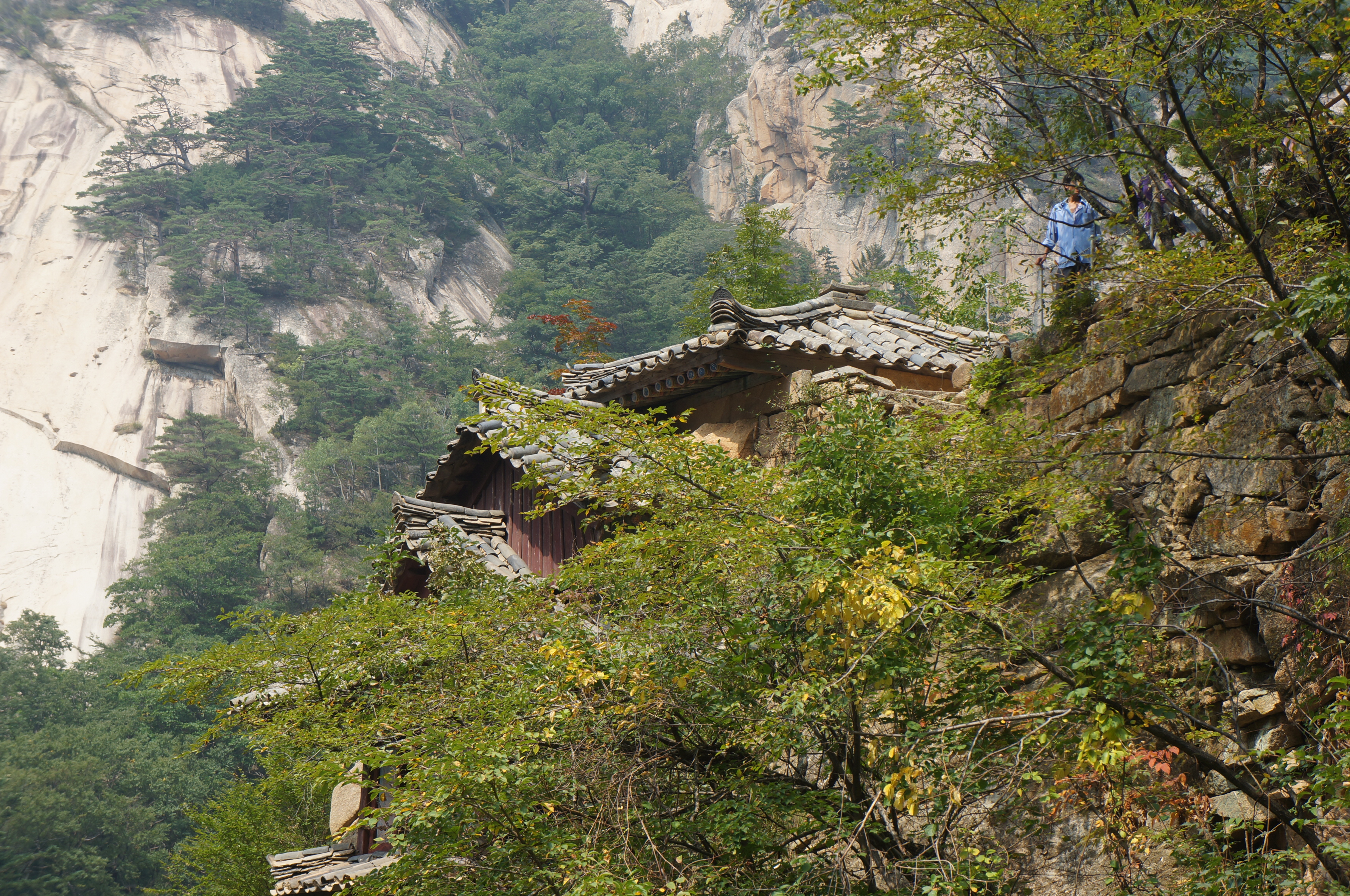
تصویری از موزه پادوک

از زمان ساخت این صومعه در سال ۶۲۷، راهبان بودایی به صورت انفرادی در این بنا زندگی می‌کردند و از طریق سوراخی در کف آن به دره نگاه می‌کردند.

## تاریخچه
این بنا به‌طور ویژه توسط خانواده سلطنتی چوسون محافظت می‌شد و همچنین به خاطر داشتن آثار باستانی ارزشمند بسیار مشهور است. گفته می‌شود که این بنا برای اولین بار توسط راهب بودوک در زمان سلطنت پادشاه آنوون از گوگوریو ساخته شد.
ساختمان فعلی در سال ۱۶۷۵ بازسازی شده است. این بنا یک صومعه است که بر فراز صخره‌ای آویزان شده و ستونی مسی به طول حدود ۷ متر آن را نگه می‌دارد و صخره بیش از ۲۰ متر ارتفاع دارد. در بالای ستون مسی، یک صومعه سه طبقه با ترکیبی از یک خانه ساگا، یک سقف شیروانی و یک سقف شیب‌دار ساخته شده است. اندازه آن در جلو ۳٫۳۵ متر و در کنار پایین‌ترین خانه شیروانی ۸۵ سانتی‌متر است. سقف به زیبایی با یک سورانبانجا و یک چئونگ در سطح میانی تزئین شده است. وقتی از پل ابری متصل به کناره پایین می‌روید و وارد پایین‌ترین طبقه با کف چوبی می‌شوید، دیوار پشتی یک صخره است و در وسط آن، غاری به عمق ۵٫۳ متر، عرض ۱٫۶ متر و ارتفاع ۲ متر وجود دارد که در دیواره سنگی صخره حفر شده است. این غار، غار بودئوکگول نام دارد. بودئوکام، به همراه هیئونام (懸菴) در کوه جانگسو در استان هوانگهائه، یک ساختمان زیرشیروانی نادر و منحصر به فرد است که در کنار صخره ساخته شده است. این بنا با تکنیک معماری خود در پشتیبانی از یک خانه سه طبقه با ستون‌های مسی و ترکیب زیبای سبک‌های معماری سنتی مانند سقف‌های شیروانی، سقف‌های سرامیکی و سقف‌های شیب‌دار مشخص می‌شود.

## پادوک در هنر
این صومعه توسط بسیاری از نقاشان کره‌ای به تصویر کشیده شده است. از جمله «کیم هنگدو» در برکه اژدهای سیاه، و کیم ها جونگ به عنوان آلبوم شماره ۱۴ هه‌ساندو.